# Douglas Regattieri
Douglas Regattieri (Concordia sulla Secchia, 5 ottobre 1949) è un vescovo cattolico italiano, dal 7 gennaio 2025 vescovo emerito di Cesena-Sarsina.

## Biografia
Nasce a Vallalta, frazione di Concordia sulla Secchia, in provincia di Modena e diocesi di Carpi, il 5 ottobre 1949.

### Formazione e ministero sacerdotale
Entra nel seminario minore di Carpi ed in seguito frequenta lo studio teologico interdiocesano di Reggio Emilia-Guastalla.
Il 15 settembre 1973 è ordinato presbitero, a Vallalta, dal vescovo Artemio Prati per la diocesi di Carpi.
Dal 1973 fino al 1981 è segretario particolare del vescovo. Nel 1980 consegue la licenza in teologia dell'evangelizzazione allo Studio Teologico Accademico Bolognese. Successivamente, sino al 1990 è vicario parrocchiale di Mirandola, quindi vicario episcopale della pastorale di Carpi. Dal 1990, fino alla nomina episcopale, è canonico della cattedrale.
Nel 1997 il vescovo Bassano Staffieri lo nomina rettore del seminario vescovile e direttore della Casa di soggiorno per il clero. Dal 2000, per volere del nuovo vescovo Elio Tinti, ricopre l'incarico di vicario generale; dal 2001 è anche vicario giudiziale del tribunale diocesano.
Dal 1997 è prelato d'onore di Sua Santità, mentre nel 2008 è nominato protonotario apostolico supra numerum.

### Ministero episcopale
L'8 ottobre 2010 papa Benedetto XVI lo nomina vescovo di Cesena-Sarsina; succede ad Antonio Lanfranchi, precedentemente nominato arcivescovo metropolita di Modena-Nonantola. Riceve l'ordinazione episcopale il 28 novembre successivo, nella cattedrale di Carpi, dal vescovo Elio Tinti, co-consacranti il vescovo Bassano Staffieri e l'arcivescovo Antonio Lanfranchi. Il 12 dicembre prende possesso della diocesi di Cesena-Sarsina.
Primo sacerdote della diocesi di Carpi chiamato all'episcopato, nel settembre 2013 viene nominato membro della Commissione episcopale per il servizio della carità e la salute della Conferenza Episcopale Italiana.
Il 1º ottobre 2017 accoglie papa Francesco in visita alla città di Cesena.
Il 10 ottobre 2024 viene ricevuto in udienza privata da papa Francesco, al quale consegna la lettera di dimissioni per raggiunti limiti di età, avendo compiuto 75 anni il 5 ottobre precedente. Qualche giorno più tardi il nunzio apostolico in Italia, Petar Rajič, gli comunica che il papa ha accolto la richiesta, chiedendogli di restare in carica fino alla nomina del successore.
Il 7 gennaio 2025, con la nomina a vescovo di Cesena-Sarsina dell'arcivescovo Antonio Giuseppe Caiazzo, diviene vescovo emerito; ricopre l'ufficio di  amministratore apostolico fino al 16 marzo successivo, giorno in cui il suo successore prende possesso canonico della diocesi.

## Genealogia episcopale
La genealogia episcopale è:
- Cardinale Scipione Rebiba
- Cardinale Giulio Antonio Santori
- Cardinale Girolamo Bernerio, O.P.
- Arcivescovo Galeazzo Sanvitale
- Cardinale Ludovico Ludovisi
- Cardinale Luigi Caetani
- Cardinale Ulderico Carpegna
- Cardinale Paluzzo Paluzzi Altieri degli Albertoni
- Papa Benedetto XIII
- Papa Benedetto XIV
- Papa Clemente XIII
- Cardinale Marcantonio Colonna
- Cardinale Giacinto Sigismondo Gerdil, B.
- Cardinale Giulio Maria della Somaglia
- Cardinale Carlo Odescalchi, S.I.
- Cardinale Costantino Patrizi Naro
- Cardinale Lucido Maria Parocchi
- Papa Pio X
- Papa Benedetto XV
- Papa Pio XII
- Cardinale Eugène Tisserant
- Papa Paolo VI
- Cardinale Giovanni Colombo
- Cardinale Giacomo Biffi
- Vescovo Elio Tinti
- Vescovo Douglas Regattieri